# Новожиловский проезд
Новожи́ловский прое́зд — проезд в городе Петергофе Петродворцового района Санкт-Петербурга. Проходит от Ректорского проезда до Ульяновской улицы.
Наименован 30 ноября 1999 года в честь советского математика и механика, академика АН СССР В. В. Новожилова. В 1945—1987 годах он был профессором кафедры теории упругости математико-механического факультета Ленинградского университета (ныне СПбГУ), вдоль здания которого проходит проезд.

## Здания и сооружения
- Математико-механический факультет Санкт-Петербургского государственного университета — Университетский проспект, д. 28 (в квартале между проспектом, Ульяновской улицей, Ректорским проездом и Новожиловским проездом)

## Перекрёстки
- Ректорский проезд
- Ульяновская улица